# 高禄县
高禄县（越南语：／）是越南谅山省下辖的一个县。面积643.8平方公里，2019年总人口79873人。河同铁路的终点站同登站位于高禄县同登市镇。

## 地理
高禄县北和东接中国广西壮族自治区凭祥市，南接禄平县和枝陵县，西接文关县和文朗县，谅山市嵌入其中。

## 历史
1977年8月30日，高禄县合城社、枚坡社、黄铜社和广乐社划归谅山市社管辖，导致高禄县的春隆、新城社与高禄县主体隔离，因此成为高禄县的外飞地。
1986年11月22日，谅山市社的合城社（除了连城合作社）划归高禄县管辖。
2019年11月21日，双甲社并入平中社。

## 行政区划
高禄县下辖2市镇20社，县莅高禄市镇。
- 高禄市镇（Thị trấn Cao Lộc）
- 同登市镇（Thị trấn Đồng Đăng）
- 保林社（Xã Bảo Lâm）
- 平中社（Xã Bình Trung）
- 高楼社（Xã Cao Lâu）
- 功山社（Xã Công Sơn）
- 嘉吉社（Xã Gia Cát）
- 海晏社（Xã Hải Yến）
- 和居社（Xã Hòa Cư）
- 鸿丰社（Xã Hồng Phong）
- 合城社（Xã Hợp Thành）
- 禄安社（Xã Lộc Yên）
- 母山社（Xã Mẫu Sơn）
- 富舍社（Xã Phú Xá）
- 新连社（Xã Tân Liên）
- 新城社（Xã Tân Thành）
- 石磾社（Xã Thạch Đạn）
- 清螺社（Xã Thanh Lòa）
- 瑞雄社（Xã Thụy Hùng）
- 出礼社（Xã Xuất Lễ）
- 春隆社（Xã Xuân Long）
- 安泽社（Xã Yên Trạch）

## 交通
高禄县同登市镇在越南的交通战略上拥有重要地位，同登市镇的友誼關是越南一号国道的起点，也是河同鐵路的终点，河同铁路在高禄县境内有同登站、安澤站两个火车站。其中安泽站还有连接祿平縣的安那鐵路。